# Казнаков, Николай Геннадьевич
Никола́й Генна́дьевич Казнаков (1823—1885) — генерал от инфантерии, генерал-адъютант, киевский губернатор (1864—1866), западно-сибирский генерал-губернатор (1875—1881). Член ЗСОИРГО (1877). Почётный член ИРГО (1879). Старший брат Г. Г. Казнакова.

## Биография
Представитель небогатого дворянского рода Казнаковых: отец — генерал-майор Геннадий Иванович Казнаков (1792—1851); мать — Надежда Васильевна, урождённая Куломзина (1800—1853). Родился в селе Наровчат Пензенской губернии.
По окончании курса в Школе гвардейских подпрапорщиков и кавалерийских юнкеров 6 августа 1842 года начал службу корнетом в Лейб-гвардии Гродненском гусарском полку и 10 октября был произведён в поручики.
В 1847 году окончил курс Военной академии с большой серебряной медалью и 20 января 1848 г. в чине штабс-ротмистра (произведён 6 декабря 1845 г.) был назначен в Гвардейский генеральный штаб; за успехи в науках 31 января 1848 г. получил чин ротмистра и во время Венгерской кампании находился в походе к западным границам империи. Будучи дивизионным квартирмейстером 1-й Гвардейской дивизии, с 22 января 1850 по 18 января 1853 г. состоял адъюнкт-профессором тактики в Военной академии.
25 октября 1853 г. произведён в полковники и назначен состоять при наследнике цесаревиче великом князе Александре Николаевиче.
3 мая 1859 г. произведён в генерал-майоры; был зачислен в Свиту Его Величества; 6 июня 1861 г. назначен начальником штаба Отдельного Гренадерского корпуса.
30 августа 1865 г. произведён в генерал-лейтенанты, 10 апреля 1867 г. назначен генерал-адъютантом.
8 января 1864 г. назначен киевским военным губернатором и управляющим гражданской частью. В 1865 г. ему было присвоено звание Почётного гражданина города Бердичева — «за оказанное этому городу попечение во время существовавшей в таковом эпидемической болезни холеры».

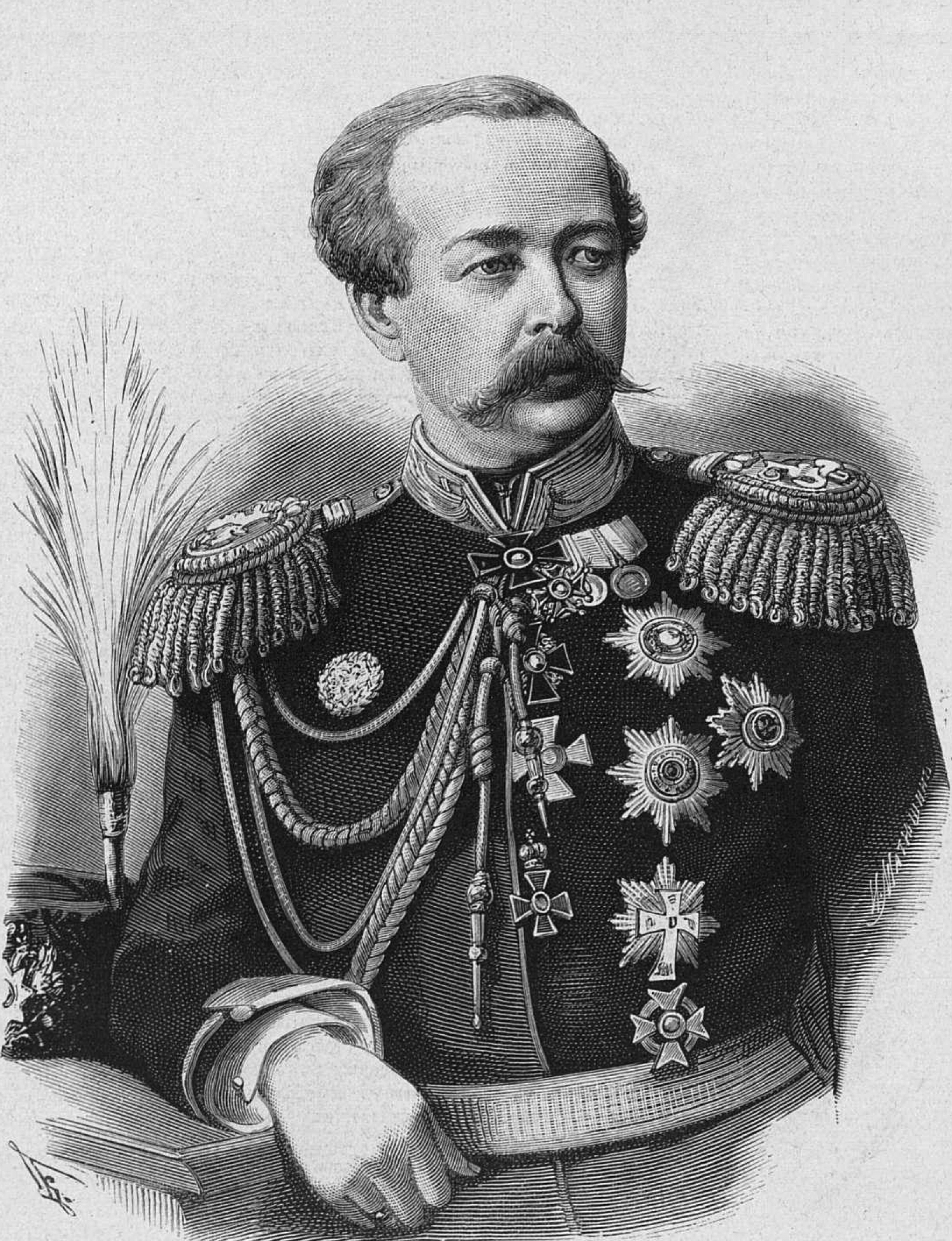
Гравюра по рисунку П. Ф. Бореля

1 января 1875 г. Казнаков был назначен генерал-губернатором, командующим войсками Западно-Сибирского военного округа и наказным атаманом Сибирского казачьего войска. Получив назначение, он не сразу отбыл в Омск, но посвятил некоторое время изучению имевшейся в Санкт-Петербурге литературы о Сибири.
16 апреля 1878 г. произведён в генералы от инфантерии. В апреле 1879 г. планировалось его перемещение на должность командующего войсками Московского военного округа на место уходившего по возрасту в члены Государственного совета генерала А. И. Гильденштуббе, однако в последний момент Александр II решил оставить Казнакова в прежней должности, а в Москву назначить графа А. И. Бреверна де Лагарди, который по первоначальному плану намечался в преемники Казнакова в Омске.
19 февраля 1881 г. Казнаков был уволен от занимаемых должностей с назначением членом Государственного совета.
Похоронен на Никольском кладбище Александро-Невской лавры. На его похоронах присутствовал император Александр III, члены Императорской фамилии.

## Результаты деятельности

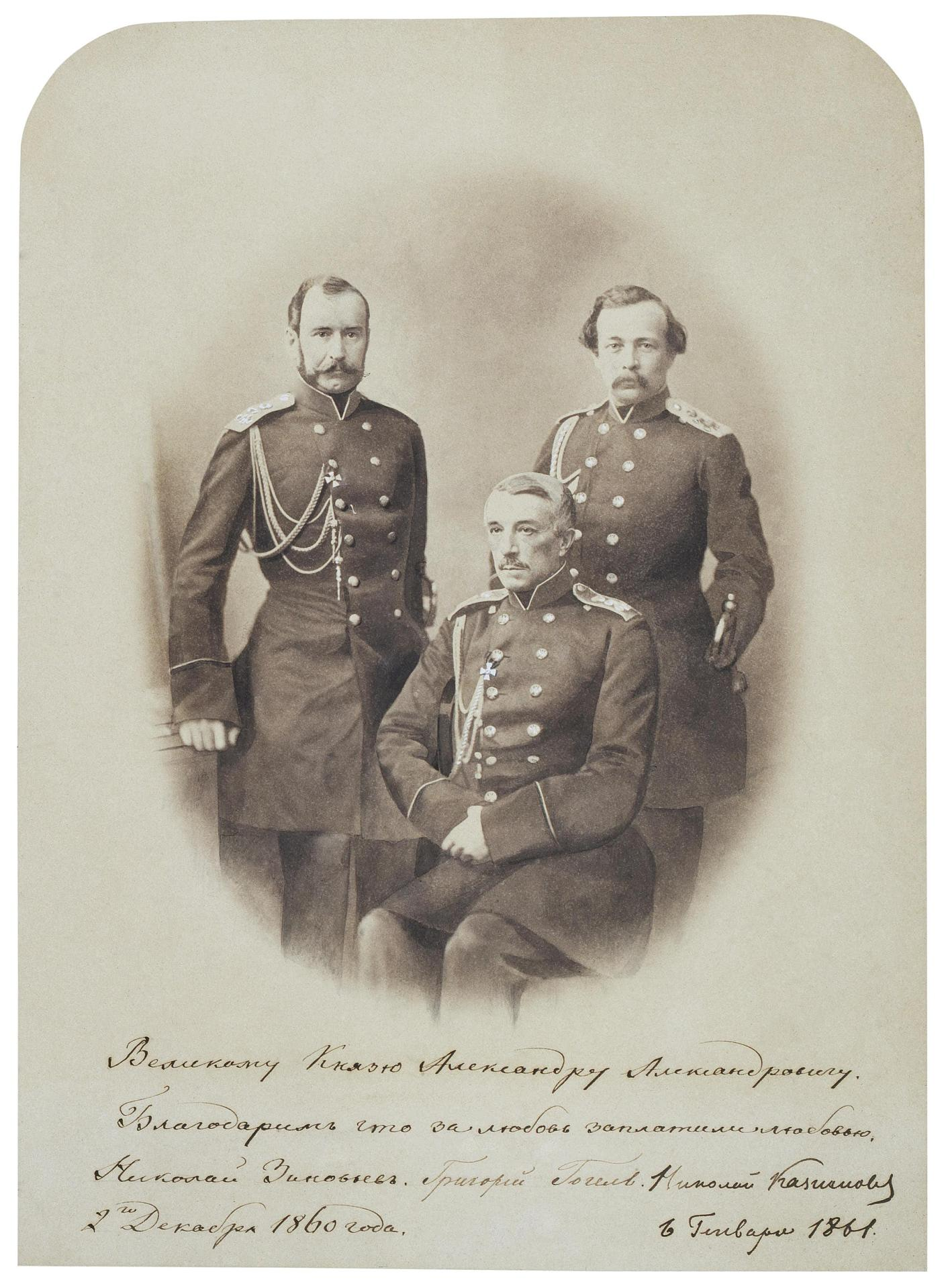
Портрет Николая Васильевича Зиновьева, Григория Фёдоровича Гогеля, Николая Геннадьевича Казнакова (1861)

Казнаков оставил по себе благодарную память омичей. При его содействии были открыты мужская гимназия в Омске (1876 год), реальные училища в Томске (1876), Барнауле, Омске (1877), Тюмени (1879), в Бийске — женская прогимназия (1879) для всех сословий.  При нем в Омске было открыто Западно-Сибирское отделение Императорского Русского географического общества. Генерал-губернатор много способствовал организации научных экспедиций М. В. Певцова, Г. Н. Потанина, Н. М. Ядринцева, Н. Н. Балкашина, И. Я. Словцова, И. Ф. Бабкова, Г. Е. Катанаева; за эти труды Казнаков 18 января 1879 г. был избран почётным членом Русского географического общества. Выдвинул много важных местных вопросов: о ссыльных, инородческий, переселенческий, о путях сообщения, о народном образовании и других. Казнаков поддержал инициативу Потанина и Ядринцева об открытии Томского университета — первого в Сибири и в 1878 году представил прошение к императору Александру II об открытии университета, закладка которого состоялась в 1880 году.  Обустройство Томского университета пользовалось особым вниманием генерал-губернатора. Казнаков принял активнейшее участие и в организации музея ЗСОИРГО (первого музея в Омском Прииртышье).
В знак признания заслуг Казнакову в 1880 г. было присвоено звание почётного гражданина города Омска. До 1917 года одна из улиц города носила его имя.
Казнаков совместно с М. И. Богдановичем перевёл с французского языка сочинение Шпехта «Королевство Вестфальское и разрушение его графом Чернышёвым» (СПб., 1852).

## Награды
- Орден Святой Анны 3-й степени (6 декабря 1849 г.),
- Орден Святой Анны 2-й степени (6 декабря 1852 г.),
- Орден Святого Владимира 4-й степени (26 августа 1856 г.),
- Орден Святого Владимира 3-й степени (8 сентября 1859 г., по случаю совершеннолетия наследника цесаревича),
- Орден Святого Станислава 1-й степени (6 декабря 1860 г.),
- Орден Святой Анны 1-й степени (8 сентября 1863 г.),
- Орден Святого Владимира 2-й степени (1 января 1865 г.),
- Орден Белого орла (30 августа 1869 г.),
- Орден Святого Александра Невского (4 апреля 1876 г.)

иностранные
- Австрийский орден Леопольда большой крест (1873)
- Орден Данеброг 1-й степени (1874)

## Семья
Жена (с 15.02.1853) — дочь действительного статского советника Сергея Петровича Неклюдова, внучка обер-церемониймейстера И. А. Нарышкина Елизавета Сергеевна (24.11.1828—30.09.1906). По словам родственника, была стройной, изящной красавицей и держалась до глубокой старости прямо как стрела.
Благодаря практическому уму её мужа, имевшего к тому же собственное состояние, ей одной из всей семьи Неклюдовых удалось сохранить и преумножить своё состояние. 
Их дети:
- Николай (1856—1929), генерал от кавалерии, командир 12-го армейского корпуса в 1-ю мировую войну.
- Сергей (1863—1930). Окончил Императорский Александровский лицей (1885) с золотой медалью, служил при министерстве иностранных дел. Секретарь главнокомандующего Тихоокеанской эскадры, участник Русско-японской войны (поход на крейсере «Дмитрий Донской»). С 1911 года — в свите императора Николая II, камергер, действительный шталмейстер Высочайшего двора. Генеалог (член Русского генеалогического общества), искусствовед, коллекционер и библиофил. В его петербургском доме на Миллионной улице в 1914–1917 годах находился лазарет для раненых офицеров. Похоронен на кладбище Сент-Женевьев-де-Буа [8][9].
- Варвара (1865—после 1922). Камер-фрейлина (с 1884 года). В 1916 году покинула службу и уехала в семейное имение Ладьино, в котором еще в 1901 году выделила под строительство школы и больницы 5 гектаров земли. Здание школы было двухэтажное, в школе было восемь классных комнат, комната для ученических организаций, комната для внеклассной работы, спортивный зал, буфет, спортивная площадка, сад, огород;  рассчитана школа на 200 учащихся. В 1907 году было построено здание интерната для детей из отдаленных деревень; интернат рассчитан на 50 учащихся. В 1903 году на средства ее старшего брата Николая в Ладьино была открыта земская библиотека, ее фонд составлял 1136 книг. В соседней деревне Жеротино в период с 1901 по 1907 годы на средства Варвары Николаевны были построены каменные дома для сельской интеллигенции: врачей, учителей, специалистов сельского хозяйства. В 1917 году Казнаковых выселили из их дома, но Варвара Николаевна вместе с братом Николаем Николаевичем Казнаковым работали в школе до 1922 года, а затем уехали в Петроград, где Николай Николаевич и его брат Сергей были арестованы[10]. Дальнейшая судьба Варвары Николаевны неизвестна.
- Ольга (1866—1900), фрейлина, замужем за контр-адмиралом А. Г. Бутаковым.
- Александр (1871—1933), полковник, ботаник, зоолог, географ, путешественник, директор Кавказского музея и Тифлисской публичной библиотеки.

Все сыновья умерли в эмиграции.